# Francis David Schimmelpenninck
Francis David graaf Schimmelpenninck (Amsterdam, 20 april 1854 – Baarn, 3 januari 1924) was een Nederlands politicus.

## Loopbaan
Schimmelpenninck promoveerde in 1879 te Leiden in de rechten. Hij werd na een loopbaan bij de Nederlandsche Rhijnspoorweg-Maatschappij (NRS) burgemeester van Amersfoort, vervolgens gedeputeerde en daarna commissaris der Koningin in de provincie Utrecht. Van 1894 tot 1901 was lid van de Tweede Kamer. Als Kamerlid maakte hij weinig indruk.
Schimmelpenninck werd bekend door een val van zijn paard. Daardoor kon hij in 1900 in de Tweede Kamer niet tegen de ontwerp-Leerplichtwet stemmen en haalde dat voorstel het met één stem verschil. Door heel het land werd dit rijmpje gezongen:
Baron Schimmelpenninck en zijn Biek
doen beiden aan politiek.
De baron zei:"Tegen zonder manco".
De schimmel zei:"wij stemmen blanco".
Zo werd Borghesius' wet
door paardenpolitiek gered.
Vanaf 1903 tot zijn overlijden was Schimmelpenninck kamerheer in buitengewone dienst van koningin Wilhelmina, ter beschikking gesteld van koningin Emma. Hij was Ridder in de Orde van de Nederlandse Leeuw.

## Privé
Schimmelpenninck was een telg uit het geslacht Schimmelpenninck en een zoon van R.J. graaf Schimmelpenninck van Nijenhuis en de kleinzoon van G. graaf Schimmelpenninck. Hij trouwde in 1883 met jkvr. Agnes Henriette Pauw van Wieldrecht (1858-1925), telg uit het geslacht Pauw, met wie hij vijf kinderen kreeg. Hij was schoonvader van burgemeester jhr. dr. Alfred Boreel van Hogelanden (1883-1964) die getrouwd was met twee van zijn dochters.
Mr. F.D. graaf Schimmelpenninck overleed op 69-jarige leeftijd. Schimmelpenninck werd begraven op de Eerste Begraafplaats Gansstraat in Utrecht.